# Marcantonio Colonna (1927)
Marcantonio Colonna – włoski okręt podwodny z okresu międzywojennego i II wojny światowej, jedna z czterech jednostek typu Pisani. Okręt wypierał 880 ton w położeniu nawodnym i 1058 ton pod wodą, a jego główną bronią było dziewięć torped kalibru 533 mm wystrzeliwanych z sześciu wewnętrznych wyrzutni. Jednostka rozwijała na powierzchni prędkość 15 węzłów, osiągając zasięg 4230 Mm przy prędkości 9,3 węzła.
Okręt został zwodowany 26 grudnia 1927 roku w stoczni Cantiere Navale Triestino w Monfalcone, a w skład Regia Marina wszedł 10 lipca 1929 roku. Nazwę otrzymał na cześć admirała Marcantonia II Colonny – dowódcy floty papieskiej podczas bitwy pod Lepanto. Pełnił służbę na Morzu Śródziemnym, biorąc udział m.in. w wojnie domowej w Hiszpanii i kampanii śródziemnomorskiej. Jednostka została wycofana z czynnej służby 1 czerwca 1942 roku, po czym służyła jako stacja ładowania akumulatorów dla okrętów podwodnych. Okręt został złomowany w 1946 roku.

## Projekt i budowa
Budowane przez Włochy w okresie przed i w trakcie I wojny światowej okręty podwodne były małymi jednostkami przeznaczonymi do działań na Adriatyku, przeciwko Austro-Węgrom. Zmiana sytuacji międzynarodowej spowodowała konieczność wymiany posiadanych okrętów na pełnomorskie, o dużym zasięgu, mogące działać przeciw Marine nationale czy Royal Navy. Przyjęty przez Włochy program zbrojeniowy z lat 1923–1924 zakładał zbudowanie okrętów o łącznej wyporności 36 568 ton, na co miały się składać dwa krążowniki ciężkie („Trento” i „Trieste”), niszczyciele typów Sauro i Turbine oraz okręty podwodne typów Balilla, Mameli i Pisani. Projekty trzech typów okrętów podwodnych powstały w tym samym czasie, w celu porównania ich charakterystyk i stworzenia na podstawie doświadczeń eksploatacyjnych docelowych typów dla włoskiej floty podwodnej. Jednostki typu Pisani zaprojektowali inżynierowie: pułkownik Curio Bernardis i major Rodolfo Tito Tizzoni w czerwcu 1924 roku. Przyjęto konstrukcję jednokadłubową, z powiększonymi w stosunku do typu Mameli zbiornikami paliwa. Problemem była jednak słaba stateczność okrętów. Rozwiązano go, instalując zewnętrzne siodłowe zbiorniki balastowe, co jednak zmniejszyło osiąganą prędkość maksymalną (z projektowanych 17,3 węzła na powierzchni do 15 węzłów i podwodną z 8,8 do 8,2 węzła) .
Okręt zbudowany został w stoczni Cantiere Navale Triestino w Monfalcone (numer stoczniowy 151) . Stępkę jednostki położono 3 grudnia 1925 roku, a zwodowana została 26 grudnia 1927 roku. Nazwę otrzymał na cześć dowódcy floty papieskiej podczas bitwy pod Lepanto, Marcantonia II Colonny . Dewizą jednostki były słowa Fede – Disciplina – Coraggio (pol. Wiara – Dyscyplina – Odwaga) .

## Dane taktyczno-techniczne

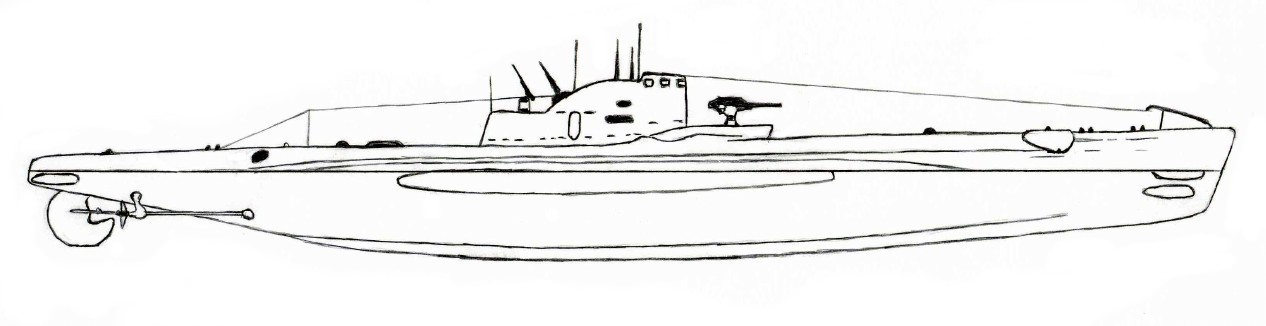
Rzut boczny okrętu typu Pisani

„Marcantonio Colonna” był średniej wielkości oceanicznym okrętem podwodnym o konstrukcji jednokadłubowej . Długość całkowita wynosiła 68,2 metra, szerokość – 6,09 metra, a zanurzenie – 4,93 metra. Wyporność normalna w położeniu nawodnym wynosiła 880 ton, a w zanurzeniu 1058 ton. Okręt napędzany był na powierzchni przez dwa silniki wysokoprężne Tosi o łącznej mocy 3000 KM. Napęd podwodny zapewniały dwa silniki elektryczne CGE o łącznej mocy 1100 KM. Dwuśrubowy układ napędowy pozwalał osiągnąć prędkość 15 węzłów na powierzchni i 8,2 węzła w zanurzeniu. Zasięg wynosił 4230 Mm przy prędkości 9,3 węzła w położeniu nawodnym (lub 1600 Mm przy prędkości 17,1 węzła) oraz 70 Mm przy prędkości 4 węzłów w zanurzeniu (lub 7 Mm przy prędkości 8,2 węzła). Zbiorniki paliwa mieściły 70 ton oleju napędowego . Dopuszczalna głębokość zanurzenia wynosiła 100 metrów .
Okręt wyposażony był w sześć stałych wyrzutni torped kalibru 533 mm: cztery na dziobie i dwie na rufie, z łącznym zapasem dziewięciu torped . Uzbrojenie artyleryjskie stanowiło zainstalowane na podeście przed kioskiem pojedyncze działo pokładowe kalibru 102 mm Schneider–Armstrong 1914-15 L/35 z zapasem 168 naboi  . Masa działa z zamkiem wynosiła 1,22 tony (całego stanowiska 5 ton), kąt podniesienia lufy wynosił od -5° do 45°, masa naboju 13,74 kg, prędkość początkowa pocisku 750 m/s, donośność 11 700 metrów przy maksymalnym kącie podniesienia, a szybkostrzelność 7 strz./min. Broń przeciwlotniczą stanowiły umieszczone na kiosku dwa pojedyncze wielkokalibrowe karabiny maszynowe Breda M1931 kalibru 13,2 mm L/76 z zapasem 3000 naboi  . Masa karabinu wynosiła 47,5 kg, kąt podniesienia lufy wynosił od -10° do 80°, masa naboju 0,125 kg, prędkość początkowa pocisku 790 m/s, donośność maksymalna 6000 metrów (skuteczna 2000 metrów), a szybkostrzelność 500 strz./min. Jednostka wyposażona też była w hydrofony .
Załoga okrętu składała się z 4–5 oficerów oraz 44 podoficerów i marynarzy.

## Służba
„Marcantonio Colonna” został wcielony do służby w Regia Marina 10 lipca 1929 roku. Okręt rozpoczął służbę na Morzu Śródziemnym, wchodząc w skład 5 eskadry (wł. Squadriglia) okrętów podwodnych średniego zasięgu Flotylli stacjonującej w Neapolu (wraz z siostrzanymi „Vettor Pisani”, „Giovanni Bausan” i „Des Geneys”) . 10 września 1929 roku podczas prób zanurzania „Marcantonio Colonna” osiągnął głębokość 109 metrów . We wrześniu 1930 roku cała eskadra odbyła długi rejs po Morzu Śródziemnym, odwiedzając porty w Grecji i docierając do Dodekanezu; „Marcantonio Colonna” odłączył się następnie od reszty okrętów i popłynął do Port Saidu, a w drodze powrotnej zawinął do Trypolisu . W 1933 roku na skutek awarii steru okręt uderzył w falochron, powodując znaczne uszkodzenia dziobu .
W 1935 roku 5 eskadra okrętów podwodnych średniego zasięgu, w której służyły jednostki typu Pisani, została przeniesiona do La Spezia, wchodząc w skład 1. Flotylli (wł. Gruppo) okrętów podwodnych . W 1936 roku okręty typu Pisani przebazowano na Leros, gdzie utworzyły 2 eskadrę 6. Flotylli okrętów podwodnych . Podczas wojny domowej w Hiszpanii „Marcantonio Colonna”, „Vettor Pisani” i „Des Geneys” odbyły misje specjalne trwające łącznie 41 dni. W 1938 roku okręty typu Pisani przebazowano do Mesyny, gdzie weszły w skład 31 eskadry 3. Flotylli okrętów podwodnych .
10 czerwca 1940 roku, w momencie ataku Włoch na Francję, okręt nadal znajdował się w składzie 31 eskadry okrętów podwodnych 3. Flotylli w Mesynie (wraz z siostrzanymi „Vettor Pisani”, „Giovanni Bausan” i „Des Geneys”) . Dowództwo jednostki sprawował kpt. mar. (wł. tenente di vascello) Guido Gozzi . We wrześniu jednostka patrolowała wybrzeża Cyrenajki wraz z „Tembien”, „Goffredo Mameli” i „Berillo” . 19 września nieopodal Navarino „Marcantonio Colonna” uniknął torpedy wystrzelonej omyłkowo przez własny okręt podwodny „Serpente”  .
W trzeciej dekadzie stycznia 1941 roku „Marcantonio Colonna” wraz z „Ruggiero Settimo” patrolowały wody okalające Maltę; „Colonna” musiał przerwać patrol ze względu na awarię silników Diesla  . Na początku kwietnia, w związku z wyjściem w morze brytyjskiego zespołu Force H, „Marcantonio Colonna”, „Giovanni da Procida” i „Ametista” przeprowadziły patrole w Zatoce Genueńskiej. Od 5 do 7 czerwca „Marcantonio Colonna” i „Giovanni da Procida” zostały wysłane na wody nieopodal Genui na spotkanie Force H, uczestniczącego w Operacji Rocket (dostarczenia na Maltę samolotów myśliwskich Hurricane), składającego się z lotniskowców HMS „Ark Royal” (91) i „Furious” (47), krążownika liniowego HMS „Renown” (72) oraz niszczycieli HMS „Faulknor” (H62), „Fearless” (H67), „Forester” (H74), „Foresight” (H68), „Foxhound” (H69) i „Fury” (H76) . We wrześniu „Marcantonio Colonna”, „Giovanni da Procida” i „Beilul” operowały w centralnej części Morza Śródziemnego.
1 czerwca 1942 roku ze względu na zużycie okręt został rozbrojony i wycofany z czynnej służby . Od początku wojny do tej daty „Marcantonio Colonna” przeprowadził 12 rejsów operacyjnych oraz 6 przejść między portami krajowymi, pokonując łącznie 6718 mil na powierzchni i 908 mil w zanurzeniu  . Następnie jednostka do końca wojny służyła w Genui jako stacja ładowania akumulatorów dla okrętów podwodnych  . Okręt został skreślony z listy floty i przekazany do złomowania 18 października 1946 roku  .